# Enrique Luño i Peña
Enrique Luño i Peña   (Villar de los Navarros, 19 de desembre de 1900 - Barcelona, 13 de gener de 1985) va ser un jurista i catedràtic espanyol. Fou rector de la Universitat de Barcelona i director general de La Caixa.

## Biografia
Va néixer a Villar de los Navarros (Saragossa) l'any 1900. Després d'haver estudiat a diverses universitats alemanyes (Múnic, Berlín) i italianes (Milà, Roma), va obtenir la càtedra de Dret Natural i Filosofia del Dret a la Universidad de Santiago de Compostela. El 1931 es va traslladar a la Universitat de Barcelona, on va ocupar càtedra a la Facultat de Dret. El 1944 va ser designat degà de la Facultat de Dret i un any després va ser nomenat rector de la Universitat de Barcelona. Després de la guerra i alternant amb la càtedra, va ser designat comissari i després Director General de la Caixa d'Estalvis i Pensions de Barcelona, càrrec que exercí fins al 1976. L'any 1951 va ser designat procurador a Corts; el mateix any que va rebre l'Orden de Alfonso X el Sabio. Va morir a Barcelona el 13 de gener de 1985.

## Premis i reconeixements
(1951): Condecoració de l'Orde d'Alfons X el Savi.

## Publicacions
- La Anciandidad. Barcelona: Obra de Homenajes a la Vejez, 1968. Disponible a: Catàleg de les Biblioteques de la UB
- Caja de Pensiones para la Vejez y de Ahorros de Cataluña y Baleares: 1904-1954: sus orígenes, organización obra social, benéfica y cultural. Barcelona: [s.n.], 1954. Disponible a: Catàleg de les biblioteques de la UB
- Derecho natural. Barcelona: La Hormiga de Oro, 1947. Disponible a: Catàleg de les biblioteques de la UB
- Derecho privado y derecho público. Barcelona: Bosch, 19?. Disponible a: Catàleg de les biblioteques de la UB
- La Filosofia jurídica de Ángel Amor Ruibal, Biblioteca hispánica de filosofía del derecho 4. Santiago de Compostela: Porto y Cía, 1969. Disponible a: Catàleg de les biblioteques de la UB
- La filosofía jurídica y social del profesor Sancho Izquierdo. Zaragoza: [s.n.], 1960. Disponible a: Catàleg de les biblioteques de la UB
- «Función social de la hipoteca» a Conferències de dret civil, mercantil i fiscal, Vol. I. Madrid: Marcial Pons, 2011, pp. 741-763. Disponible a: Catàleg de les biblioteques de la UB
- «Ideas del profesor Legaz sobre el derecho natural» a Estudios jurídico-sociales: homenaje al profesor Luis Legas y Lacambra. Santiago de Compostela: Universidad de Santiago de Compostela, 1960, pp. 109-129. Disponible a: Catàleg de les biblioteques de la UB
- Seguro social agrario: extensión de los seguros sociales a los trabajadores del campo: procedimiento de hacer más eficaz esa extensión. Madrid: Sobrinos de la Sucesora de M. Minuesa de los Ríos, 1933. Disponible a: Catàleg de les biblioteques de la UB